# Кримпване
Кримпване е технологичен процес за свързване, при който два компонента се свързват чрез
пресоване и пластично преобразуване. Съединение, получено чрез кримпване, може да се раздели само принудително и за възстановяването му е необходим подходящ инструмент.

## Кримпване в електротехниката
Една област, в която се използва често кримпването, е електротехниката. То е алтернатива на спояването и заваряването. Използва се за получаването на надеждно и качествено съединение между контактен елемент и проводник или между два или повече проводника. Особено е предпочитан при серийно произвеждани продукти, поради производителността на процеса на изпълнение.
Съединението между контактният елемент и проводника се осъществява при ръчно кримпване с помощта на клещи за кримпване. Двете челюсти на клещите имат накрайници, оформени така, че да осигурят желаната форма на кримпсъединението. При запресоването силата се предава чрез лостов механизъм поради по-голямата сила, необходима за процеса. При промишлено изпълнение се използват преси или машини за конфекциониране на кабели. В този случай кримповете се доставят на лента.
Кримповите съединения могат да бъдат с или без фиксиране на изолацията на проводника спрямо съединението на проводника. При фиксиране и на изолацията се прави пресоване на съответната част на кримпа върху изолацията, едновременно с основното кримпово съединение. По този начин при огъването на изолацията и движението на проводника се ограничава до минимум относителното движение на проводника в кримпа и се избягва скъсването на отделни жички на проводника на ръба на кримпа и повреждането му с течение на времето.
Когато кримпването е правилно изпълнено, се получава херметично съединение на двете части и по този начин се намалява до минимум възможната корозия от наличието на въздух и вода.
При кримпови съединения, които се използват в изцяло херметизирани куплунзи, както е например при антиблокиращата система на автомобилите, се монтират допълнителни гумени уплътнения на всеки един проводник от куплунга. Тези уплътнения също така трябва да се захванат към кримпа заедно с изолацията на проводника.

## Основни критерии за качествено кримпване
Кримпването има за цел да осигури добро електрическо съединение между кримпа и проводника или два и повече проводника. Основните критерии за качествено съединение е преходното съпротивление да бъде минимално по стойност и силата на захващане между тях да бъде максимално. Тези два параметъра, след като се оптимизират за съответния тип кримпово съединение определят оптималната форма и параметри на кримпване и границите за допуск на тези параметри.
Стандарта IEC 60352-2 посочва минималната сила на издърпване на кабелни обувки за различни сечения.
Сила на издърпване за различни сечения на проводника съгласно IEC 60352-2
| сечение на проводника | сечение на проводника | Сила на опън |
| mm²                   | AWG                   | N(нютон)     |
| 0,05                  | 30                    | 6            |
| 0,08                  | 28                    | 11           |
| 0,12                  | 26                    | 15           |
| 0,14                  |                       | 18           |
| 0,22                  | 24                    | 28           |
| 0,25                  |                       | 32           |
| 0,32                  | 22                    | 40           |
| 0,5                   | 20                    | 60           |
| 0,75                  |                       | 85           |
| 0,82                  | 18                    | 90           |
| 1                     |                       | 108          |
| 1,3                   | 16                    | 135          |
| 1,5                   |                       | 150          |
| 2,1                   | 14                    | 200          |
| 2,5                   |                       | 230          |
| 3,3                   | 12                    | 275          |
| 4                     |                       | 310          |
| 5,3                   | 10                    | 355          |
| 6                     |                       | 360          |
| 8,4                   | 8                     | 370          |
| 10                    |                       | 380          |
|                       |                       |              |

## Грешки при кримпови съединения
Когато при кримпването не се приложи достатъчно сила на кримпване или се използва неподходящ инструмент, жичките на многожичния поводник не се пресоват достатъчно и съединението не е достатъчно уплътнено. При това се повишава преходното съпротивление между проводника и кримпа и се намалява надеждността на съединението. Увеличеното преходно съпротивление може да е причина за бързо нагряване и изгаряне на проводника при големи товари.
Кримпването не трябва да се прави и с много по-голяма сила, защото в този случай може да се намали сечението на запресованата част на проводника. В този случай може да се намали способността на проводника да провежда определен ток. При многожилен проводник могат да се скъсат жички.
Други грешки при кримпването могат да се получат от лошо изпълнение при свалянето на изолацията (стрипване). Това може да доведе до следните грешки на кримпа:
- Част от изолацията попада под кримповото съединение
- Наранен е проводника или част от жичките са скъсани
- Повредена е изолацията

## Кримпване наемайлиран проводник
Специална група кримпове се използва за съединяване на емайлирани проводници с други проводници. Това става без да се сваля изолацията на емайлирания проводник предварително. За осигуряване на надеждно и херметчно съединение кримпа е изработен с остри ребра, които се забиват в изолацията и осигуряват надеждна електрическа връзка